# Liste des chapitres de Assassination Classroom
Cet article est un complément de l'article sur le manga Assassination Classroom. Il contient la liste des volumes du manga parus en presse du tome 1 au tome 21, avec les chapitres qu’ils contiennent.

## Volumes reliés

### Tomes 11 à 21
| no | Japonais         | Japonais          | Français        | Français          |
| no | Date de sortie   | ISBN              | Date de sortie  | ISBN              |
| --- | ---------------- | ----------------- | --------------- | ----------------- |
| 11 | 3 octobre 2014   | 978-4-08-880194-0 | 8 janvier 2016  | 978-2-5050-6437-4 |
| Titre du volume : VictoireListe des chapitres : - Leçon 89 : Prénom (名前の時間, Namae no jikan) - Leçon 90 : Trop la classe !! (イケメンの時間, Ikemen no jikan) - Leçon 91 : La fête du sport (体育祭の時間, Taiikumatsuri no jikan) - Leçon 92 : Tactique (戦術の時間, Senjutsu no jikan) - Leçon 93 : Leader (リーダーの時間, Rīdā no jikan) - Leçon 94 : Défaite (敗北の時間, Haiboku no jikan) - Leçon 95 : Erreur (間違う時間, Machigau jikan) - Leçon 96 : After (ビフォーの時間, Bifō no jikan) - Leçon 97 : Les projets d'été (アフターの時間, Afutā no jikan) |                  |                   |                 |                   |
| 12 | 27 décembre 2014 | 978-4-08-880223-7 | 8 avril 2016    | 978-2-5050-6438-1 |
| Liste des chapitres : - Leçon 98 : Cadeau (プレゼントの時間, Purezento no jikan) - Leçon 99 : Cadeau (2e leçon) (プレゼントの時間・二時間目, Purezento no jikan, ni jikanme) - Leçon 100 : Shinigami (「『死神』の時間, Shinigami no jikan) - Leçon 101 : Contre-attaque (反撃の時間, Hangeki no jikan) - Leçon 102 : Shinigami (2e leçon) (『死神』の時間・二時間目, Shinigami no jikan, ni jikanme) - Leçon 103 : Shinigami (3e leçon) (『死神』の時間・3時間目, Shinigami no jikan, 3 jikanme) - Leçon 104 : Shinigami (4e leçon) (『死神』の時間・4時間目, Shinigami no jikan, 4 jikanme) - Leçon 105 : Shinigami (5e leçon) (『死神』の時間・5時間目, Shinigami no jikan, 5 jikanme) - Leçon 106 : Shinigami (6e leçon) (『死神』の時間・6時間目, Shinigami no jikan, 6 jikanme) |                  |                   |                 |                   |
| 13 | 4 mars 2015      | 978-4-08-880317-3 | 8 juillet 2016  | 978-2-5050-6489-3 |
| Liste des chapitres : - Leçon 107 : Shinigami (7e leçon) (『死神』の時間・7時間目, Shinigami no jikan, 7 jikanme) - Leçon 108 : Shinigami (8e leçon) (『死神』の時間・8時間目, Shinigami no jikan, 8 jikanme) - Leçon 109 : Shinigami (9e leçon) (『死神』の時間・9時間目, Shinigami no jikan, 9 jikanme) - Leçon 110 : Un endroit plaisant (世界の時間, Sekai no jikan) - Leçon 111 : Orientation (進路の時間, Shinro no jikan) - Leçon 112 : New Game+ (2周目の時間, 2-Shū-me no jikan) - Leçon 113 : Nouvelle partie (1周目の時間, 1-Shū-me no jikan) - Leçon 114 : Nagisa (渚の時間, Nagisa no jikan) - Leçon 115 : La kermesse (学園祭の時間, Gakuen-sai no jikan) |                  |                   |                 |                   |
| 14 | 1er mai 2015     | 978-4-08-880354-8 | 7 octobre 2016  | 978-2-5050-6490-9 |
| Liste des chapitres : - Leçon 116 : Clients (客の時間, Kyaku no jikan) - Leçon 117 : Un client particulier (珍客の時間, Chinkyaku no jikan) - Leçon 118 : Liens (縁の時間, En no jikan) - Leçon 119 : Fin du deuxième trimestre (期末の時間, Kimatsu no jikan) - Leçon 120 : Tension (殺気の時間, Sakki no jikan) - Leçon 121 : Solution (解法の時間, Kaihō no jikan) - Leçon 122 : Espace (空間の時間, Kūkan no jikan) - Leçon 123 : Défaillance (誤作動の時間, Go sadō no jikan) - Leçon 124 : Petit jeu entre professeurs (教員試験の時間, Kyōin shiken no jikan) |                  |                   |                 |                   |
| 15 | 3 juillet 2015   | 978-4-08-880425-5 | 6 janvier 2017  | 978-2-5050-6544-9 |
| Liste des chapitres : - Leçon 125 : Perfection (完璧の時間, Kanpeki no jikan) - Leçon 126 : Laisser vivre (生かす時間, Ikasu jikan) - Leçon 127 : Théâtre (演劇の時間, Engeki no jikan) - Leçon 128 : Tempête (嵐の時間, Arashi no jikan) - Leçon 129 : Véritable identité (正体の時間, Shōtai no jikan) - Leçon 130 : Vengeance (仇の時間, Ada no jikan) - Leçon 131 : Rongement (侵蝕の時間, Shinshoku no jikan) - Leçon 132 : Technique d'assassinat (殺し技の時間, Koroshi-waza no jikan) - Leçon 133 : Confession (告白の時間, Kokuhaku no jikan) |                  |                   |                 |                   |
| 16 | 3 octobre 2015   | 978-4-08-880485-9 | 7 avril 2017    | 978-2-50-506883-9 |
| Liste des chapitres : - Leçon 134 : Passé (過去の時間, Kako no jikan) - Leçon 135 : Passé (2e leçon) (過去の時間・2時間目, Kako no jikan, 2-jikan-me) - Leçon 136 : Passé (3e leçon) (過去の時間・3時間目, Kako no jikan, 3-jikan-me) - Leçon 137 : Passé (4e leçon) (過去の時間・4時間目, Kako no jikan, 4-jikan-me) - Leçon 138 : Passé (5e leçon) (過去の時間・5時間目, Kako no jikan, 5-jikan-me) - Leçon 139 : Passé (6e leçon) (過去の時間・6時間目, Kako no jikan, 6-jikan-me) - Leçon 140 : Passé (7e leçon) (過去の時間・7時間目, Kako no jikan, 7-jikan-me) - Leçon 141 : Fin des cours du deuxième trimestre (終業の時間・2学期, Shūgyō no jikan: 2 gakki) - Leçon 142 : Hésitation (の時間, no jikan)                                                                     |                  |                   |                 |                   |
| 17 | 28 décembre 2015 | 978-4-08-880581-8 | 7 juillet 2017  | 978-2-50-506884-6 |
| Liste des chapitres : - Leçon 143 : Scission (の時間, no jikan) - Leçon 144 : Assassins (の時間, no jikan) - Leçon 145 : Griffes (の時間, no jikan) - Leçon 146 : Lutte acharnée (の時間, no jikan) - Leçon 147 : Ring (の時間, no jikan) - Leçon 148 : Méthode (の時間, no jikan) - Leçon 149 : Résultat (の時間, no jikan) - Leçon 150 : Sujet de recherches (の時間, no jikan) - Leçon 151 : Vitesse (の時間, no jikan) |                  |                   |                 |                   |
| 18 | 4 mars 2016      | 978-4-08-880627-3 | 27 octobre 2017 | 978-2-50-506885-3 |
| Liste des chapitres : - Leçon 152 : Espace (の時間, no jikan) - Leçon 153 : Résolution (の時間, no jikan) - Leçon 154 : Vacances du Nouvel An (の時間, no jikan) - Leçon 155 : Un super prof (の時間, no jikan) - Leçon 156 : Raie sur le côté (の時間, no jikan) - Leçon 157 : Ennemi (の時間, no jikan) - Leçon 158 : Saint-Valentin (の時間, no jikan) - Leçon 159 : Saint-Valentin - Deuxième heure (の時間, no jikan) - Leçon 160 : Saint-Valentin - Après les cours (の時間, no jikan) |                  |                   |                 |                   |
| 19 | 4 avril 2016     | 978-4-08-880651-8 | 2 février 2018  | 978-2-50-506915-7 |
| Liste des chapitres : - Leçon 161 : L'heure de la fierté (の時間, no jikan) - Leçon 162 : L'heure des souvenirs (の時間, no jikan) - Leçon 163 : L'heure de décider (の時間, no jikan) - Leçon 164 : L'heure de la confusion (の時間, no jikan) - Leçon 165 : L'heure de l'argument parfait (の時間, no jikan) - Leçon 166 : L'heure des sentiments mouvementés (の時間, no jikan) - Leçon 167: L'heure de la confiance (の時間, no jikan) - Leçon 168 : L'heure de s'épanouir (の時間, no jikan) - Leçon 169 : L'heure d'aller à l'école (の時間, no jikan) |                  |                   |                 |                   |
| 20 | 3 juin 2016      | 978-4-08-880686-0 | 4 mai 2018      | 978-2-50-506916-4 |
| Liste des chapitres : - Leçon 170 : L'heure de la prochaine génération (の時間, no jikan) - Leçon 171 : L'heure du boss final (の時間, no jikan) - Leçon 172 : L'heure des élèves (の時間, no jikan) - Leçon 173 : L'heure de mes élèves (の時間, no jikan) - Leçon 174 : L'heure des expressions faciales (の時間, no jikan) - Leçon 175 : L'heure du temps perdu (の時間, no jikan) - Leçon 176: L'heure du temps venu (の時間, no jikan) - Leçon 177 : L'heure de la remise des diplômes (の時間, no jikan) |                  |                   |                 |                   |
| 21 | 4 juillet 2016   | 978-4-08-880727-0 | 6 juillet 2018  | 978-2-50-506957-7 |
| Liste des chapitres : - Leçon 178 : L'heure des larmes (の時間, no jikan) - Leçon 179 : L'heure après l'heure (の時間, no jikan) - Leçon 180 : L'heure de la mort - FIN (の時間, no jikan) |                  |                   |                 |                   |